# راي بيلنغسلي
راي بيلنغسلي (بالإنجليزية: Ray Billingsley)‏ هو فنان قصص مصورة أمريكي، ولد في 25 يوليو 1957 في ويك فورست في الولايات المتحدة.